# باشگاه فوتبال لارن
باشگاه فوتبال لارن (انگلیسی: Larne F.C.) یک باشگاه فوتبال در لارن، ایرلند شمالی است.
این باشگاه که در سال ۱۸۸۹ میلادی تاسیس شده سابقه ۲ قهرمانی در  لیگ برتر فوتبال ایرلند شمالی را در کارنامه دارد.